# Distrito de Fuerte Libertad
El distrito de Fuerte Libertad (en francés arrondissement de Fort-Liberté; y en criollo haitiano: awondisman Fòlibète) es una división administrativa haitiana, que está situada en el departamento de Noreste.

## División territorial
Está formado por el reagrupamiento de tres comunas:
- Ferrier
- Fuerte Libertad
- Perches